# Amphiscolops evelinae
Amphiscolops evelinae är en plattmaskart som beskrevs av Ernst Marcus 1947. Amphiscolops evelinae ingår i släktet Amphiscolops och familjen Convolutidae. Inga underarter finns listade i Catalogue of Life.